# Широковская Анга
Широковская Анга — протока Кети в Верхнекетском районе Томской области России. Устье находится в 385 км по правому берегу реки Кеть, в посёлке Белый Яр. Длина протоки составляет 17 км.

## Данные водного реестра
По данным государственного водного реестра России относится к Верхнеобскому бассейновому округу, водохозяйственный участок реки — Кеть, речной подбассейн реки — бассейн притоков (Верхней) Оби от Чулыма до Кети. Речной бассейн реки — (Верхняя) Обь до впадения Иртыша.